# Befsztyk tatarski

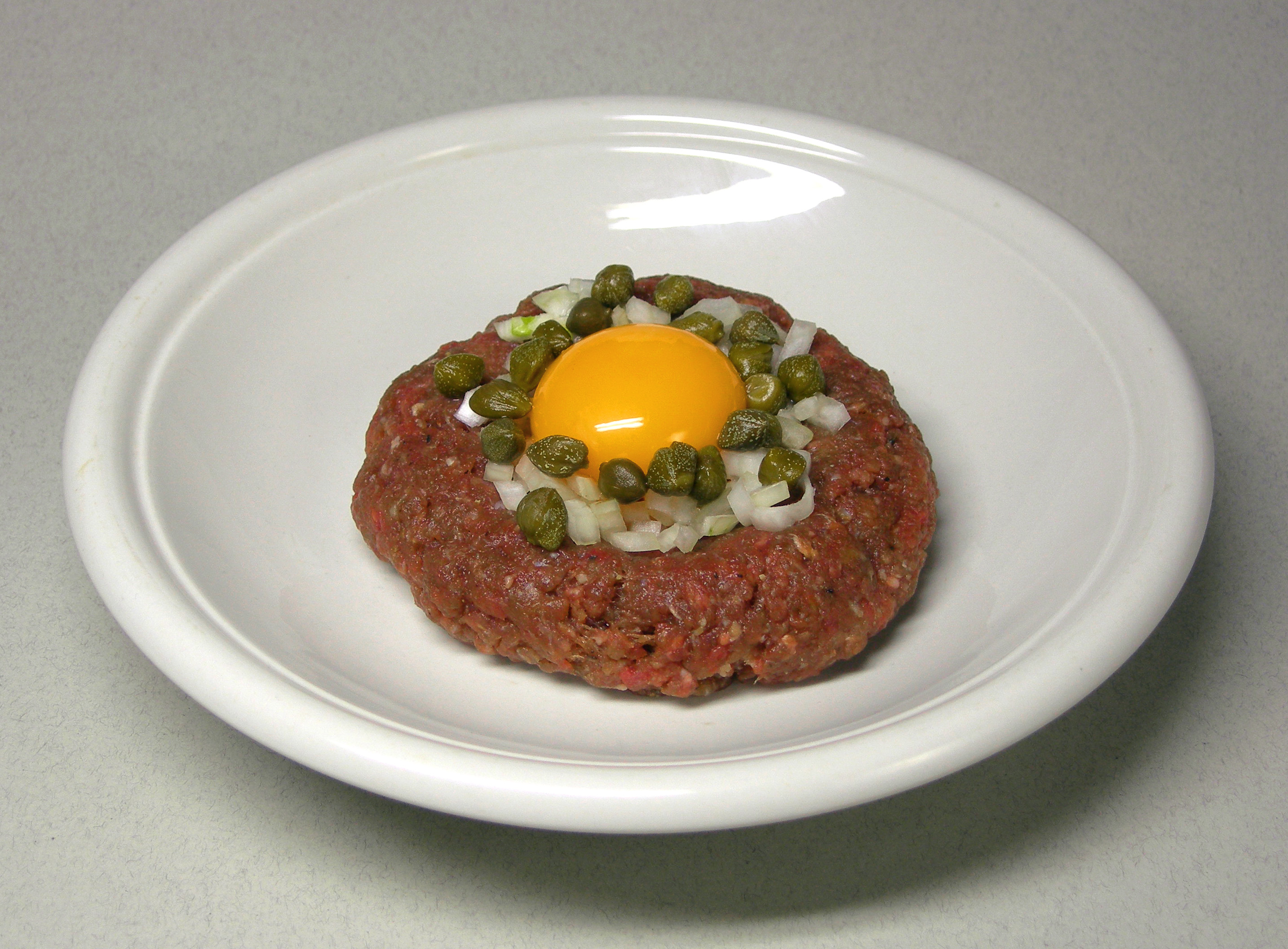
Tatar z dodatkiem cebuli i kaparów

Befsztyk tatarski, tatar – potrawa (zazwyczaj podawana jako przystawka) przyrządzana ze skrobanego, mielonego lub drobno siekanego mięsa wołowego, oleju, soli i pieprzu oraz ewentualnie żółtek jaj, cebuli, z dodatkiem przyprawy Maggi lub sosu Worcestershire. 
Niekoniecznymi dodatkami są także grzyby marynowane, ogórki (kiszone lub konserwowe) lub sardynki w oleju. Mięso przeznaczone na befsztyk tatarski powinno być chude, miękkie i świeże – najlepiej nadaje się do tego udziec, szynka, polędwica lub ligawa. Tatar spożywany jest zazwyczaj na surowo, bez obróbki termicznej.
Mniej popularną wersją tatara serwowaną w restauracjach Francji jest „tartare aller-retour” w postaci surowego wołowego mięsa mielonego z przyprawami, obustronnie lekko przysmażonego. 
W Holandii i Belgii popularna jest wersja w postaci surowego drobno zmielonego mięsa wołowego z wieloma przyprawami w postaci pasty kanapkowej, znanej pod nazwą filet americain.
W XIX-wiecznej Francji befsztyk tatarski przyrządzano z mięsa końskiego (tartare de cheval), które wówczas zwano wołowiną dla ubogich.
Ze względu na znikomą ilość węglowodanów tatar jest odpowiedni dla diet niskowęglowodanowych.

## Ryzyko chorób
Mięso kupowane w sklepie (w Polsce i krajach zachodnioeuropejskich) jest co najmniej wyrywkowo badane po uboju, podobnie jak jaja, oraz dodatkowo sprawdzane w przypadku epidemii na danym obszarze. Wprowadzono także leki przeciwpasożytnicze.